# Unión Deportiva Melilla
Unión Deportiva Melilla é um clube de futebol espanhol da cidade de Melilla, localizada no extremo-norte da África.
Fundado em fevereiro de 1943, como resultado da fusão de três equipes (Melilla FC, Español e Juventud Deportiva), disputa atualmente a Segunda División B, equivalente à Terceira Divisão espanhola. Na temporada 1950-51, a equipe sofreu um acidente de ônibus na cidade de Loja, matando três jogadores. A tragédia causou o encerramento das atividades do time, que foi refundado em 1976.
Na temporada 1998-99, sob o comando de Juan Ramón López Caro (que treinaria o Real Madrid anos mais tarde), o Melilla terminou em primeiro lugar no Grupo 4, mas acabou não sendo promovido à Liga Adelante (Segunda Divisão).
Seu estádio, o Estádio Municipal Álvarez Claro, possui capacidade de 12.000 lugares. O clube tem o azul e o branco como suas cores oficiais.